# ۱۳۴۴ (خورشیدی)
۱۳۴۴ هزار و سیصد و چهل و چهارمین سال هجری خورشیدی سالی عادی بود.

## رویدادها
- ۲۱ فروردین - تهران –  سوء قصد به جان محمد رضا پهلوی در کاخ مرمر به وسیلهٔ سرباز گارد شاهنشاهی  شمس آبادی یکی از اعضای فداییان اسلام. در یک مصاحبه تلویزیونی  اسدالله بادامچیان گفت اسلحه برای کشتن منصور را اکبر هاشمی رفسنجانی تهیه کرده بود.[۱] هاشمی رفسنجانی در مصاحبه دیگری این موضوع را انکار کرد.[۲]
- ۱۷ اردیبهشت - ریودوژانیرو – دانشگاه ریودوژانیرو به محمد رضا پهلوی دکترای افتخاری می‌دهد.
- ۲۴ شهریور - تهران – مجلس شورای ملی و مجلس سنا لقب آریامهر را به شاهنشاه اعطا می‌کنند. این عنوان توسط محمد القاسی وزیر فرهنگ مراکش و رئیس بورد اجرایی یونسکو در ۸ سپتامبر برای قدردانی از محمد رضا پهلوی پادشاه ایران و کشور ایران در مبارزه با بیسوادی ابداع شده‌است.
- ۳۰ مهر - تهران - نمایشنامهٔ پهلوان اکبر می‌میرد نخستین بار در تالار بیست‌وپنج شهریور به نمایش درآمد.
- ۹ آبان - تهران – خانه سازی برای خانواده‌های کم در آمد – محمد رضا پهلوی شاه ایران کوی نهم آبان را که برای سکونت طبقات کم در آمد ساخته شده‌است افتتاح می‌کند. آپارتمانهایی برای خانوادههای ۳ تا ۵ نفره ساخته شده‌است.
- ۱۰ آبان - تهران – شاه محمد رضا پهلوی دانشگاه صنعتی آریامهر را افتتاح می‌کند. رشته‌های مهندسی این دانشگاه بر اساس دانشگاه صنعتی ماساچوست MIT می‌باشد.
- ۱۹ آبان - دمشق – دیپلمات‌های ایرانی سوریه را ترک می‌کنند. یکی از وزیران این کشور خوزستان را عربستان اعلام می‌کند.
- ۲۷ آبان - مدرس – ایران و هند قراداد برای ساخت یک پالایشگاه با گنجایش تصفیه ۵۰۰۰۰ بشکه نفت در روز امضا می‌کنند.
- ۲۱ آذر - تهران - قرارداد ساخت ذوب آهن ایران در اصفهان با وجود مخالفت غرب به اینکه ایران به ذوب آهن احتیاج ندارد با شوروی امضا شد.
- ۲۳ آذر - تهران – شهبانو فرح پهلوی کانون پرورش فکری کودکان و نوجوانان را می‌گشاید. ریاست عالیه این کانون را علیاحضرت بر عهده دارد. کتابخانه‌های بسیاری باید تأسیس شود. کتابخانه‌های سیار برای دهاتها و گروه‌های تئاتر برای اجرای برنامه به روستاها بروند.
- ۳ دی - کردستان – میگهای عراقی به دهکده‌های مرزی حمله می‌کنند.
- ۵ دی - تهران - شاه محمد رضا پهلوی سوء قصد کنندگان به وی در کاخ مرمر در روز ۲۱ فروردین و طرح کنندگان این سوء قصد را که همه در انگلیس درس می‌خوانده‌اند. را می‌بخشد.
- ۱۱ دی - ایران – سازمان مخفی مجاهدین خلق ایران شکل می‌گیرد. این گروه هم مذهبی هم کمونیست هستند و خود را مارکسیست اسلامی می‌نامند.
- ۲۰ دی - تهران – خانواده سلطنتی به کاخ نیاوران نقل مکان می‌کند. بنای کاخ ساده است و در میان پارک در بلندیهای تهران جای دارد. این کاخ به هزینه دولت بنا شده و متعلق به دولت است.
- ۸ اسفند - ایران – جمعیت ایران ۲۴۸۷۷۰۰۰ میلیون نفر است که ۹ میلیون و ۳۰۰۰۰۰ شهرنشین و ۱۵، ۵ میلیون نفر روستانشین هستند.
- ۲۵ اسفند - خارک – محمد رضا پهلوی شاه ایران، بزرگترین بندر نفتی دنیا را می‌گشاید.

تاریخ نامشخص
- اقامت آرتور پوپ در شیراز
- سیما ایزدجو، دختر بهار ایران شد.
- برج میدان ساعت ساری به علت آسیب دیدگی حاصله از جنگ جهانی دوم با نظر شهرداری ساری تخریب شده و با میدانی با حوض و فواره جایگزین می‌گردد.

## زادروزها
- ۱۴ مرداد - لعیا زنگنه، بازیگر
- ۹ شهریور - احمد زید آبادی، روزنامه نگار، اصلاح طلب و تحلیل گر سیاسی ایران
- ۱۵ شهریور - سعید جلیلی، دبیر شورای عالی امنیت ملی جمهوری اسلامی ایران
- ۱ آبان - شهیندخت مولاوردی، حقوقدان و فعال سیاسی اصلاح طلب
- ۱۲ آبان - فلورا سام، بازیگر، نویسنده و کارگردان ایرانی.
- ۲۴ دی - نادیا مفتونی، فیلسوف و استاد دانشگاه اهل ایران.
- ۸ آذر -سروش صحت، بازیگر و کارگردان
- ۱ دی -جانمحمد علی‌پور، فرمانده نظامی
- ۴ اسفند - محسن اسماعیلی، سیاستمدار
- ۱۵ اسفند - فرهاد قائمیان، بازیگر

تاریخ نامشخص
- سارا ایروانی، نقاش، تصویرگر کتاب و مدرس هنر
- کامران باقری لنکرانی، وزیر بهداشت دولت محمود احمدی‌نژاد
- نعیمه اشراقی، نوه روح الله خمینی و از اصلاح طلبان
- قاسم افشار، خواننده
- حمید لولایی، بازیگر

## درگذشت‌ها
فروردین
- ۱ - مرتضی محجوبی نوازنده پیانو

شهریور
- ۷ - موسی معروفی موسیقی دان ایرانی

آبان
- ۲۱ ـ روح‌الله خالقی، موسیقی‌دان ایرانی